# (24857) Sperello
(24857) Sperello est un astéroïde de la ceinture principale.

## Description
(24857) Sperello est un astéroïde de la ceinture principale. Il fut découvert le 15 janvier 1996 à Cima Ekar par Ulisse Munari et Maura Tombelli. Il présente une orbite caractérisée par un demi-grand axe de 2,26 UA, une excentricité de 0,11 et une inclinaison de 6,7° par rapport à l'écliptique.